# اندره دیورفی
اِندره دیورفی (مجاری: Endre Győrfi; ۲۰ مارس ۱۹۲۰ – ۲۵ مهٔ ۱۹۹۲) بازیکن واترپلو اهل مجارستان بود.